# Sunshine Coast (British Columbia)

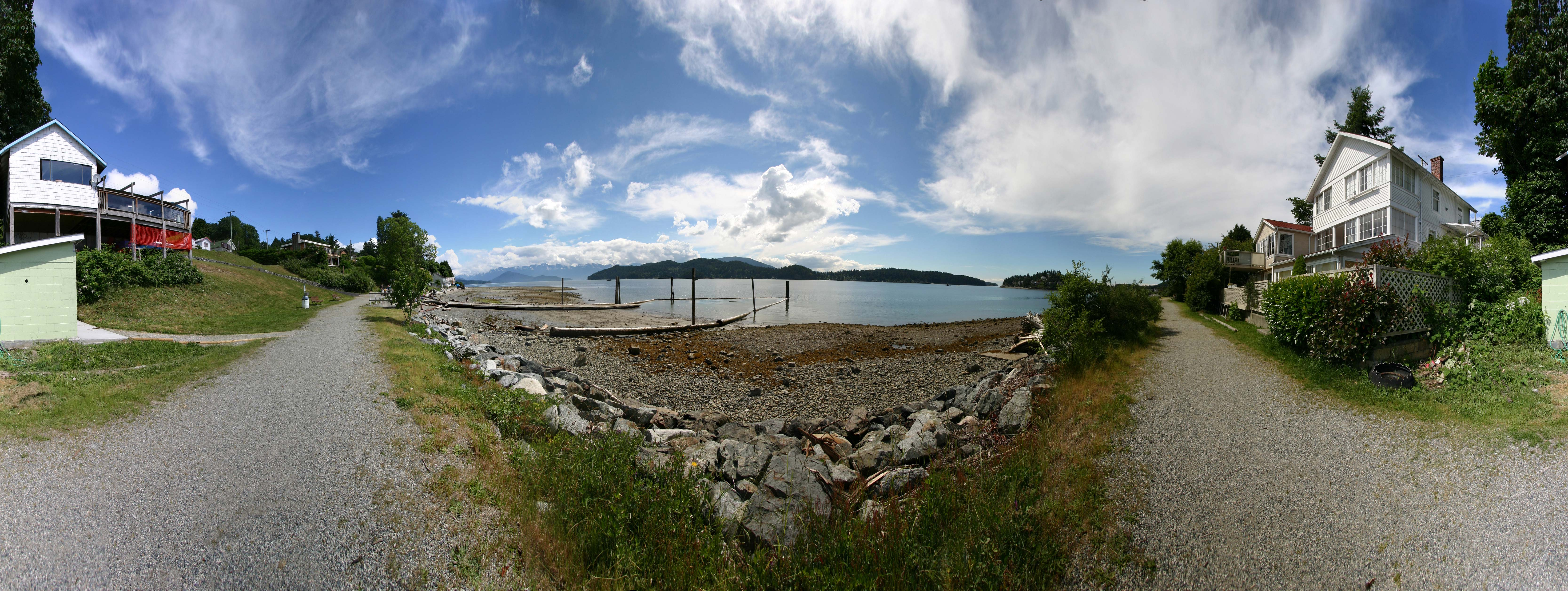
360°-Panorama der Sunshine Coast (British Columbia) – Strandweg in der Nähe der Stadt Gibsons mit Blick auf die Insel Keats Island

Sunshine Coast (dt. Sonnenscheinküste) ist eine Küstenregion im Süden der kanadischen Provinz British Columbia. Sie liegt unmittelbar nordwestlich der Metropolregion Metro Vancouver an der Straße von Georgia und umfasst im Wesentlichen den Küstenabschnitt des Sunshine Coast Regional District.
Die Region weist zwar eine (im Vergleich zur übrigen Provinz) mittlere Bevölkerungsdichte auf, ist aber nicht auf dem Landweg, sondern nur mit Fähren der Gesellschaft BC Ferries sowie mit anderen Wasserfahrzeugen und Wasserflugzeugen erreichbar. Wegen des steil abfallenden Geländes wurden von angrenzenden Regionen aus keine Zugangsstraßen gebaut. Die größten Orte an der Sunshine Coast sind Gibsons (4400 Einwohner) und Sechelt (8500 Einwohner).